# Ляшенко, Людмила Александровна
Людмила Александровна Ляшенко (укр. Людмила Олександрівна Ляшенко; род. 17 мая 1993, Запорожье) — украинская паралимпийская лыжница и биатлонистка, мастер спорта международного класса. Чемпионка зимних Паралимпийских игр 2018 года в биатлонной смешанной эстафете, трижды бронзовый призёр Паралимпиад (две медали Сочи и одна медаль Пхенчхана).

## Биография
Родилась 17 мая 1993 года в Запорожье. При рождении врачи диагностировали незавершённое развитие верхних и нижних конечностей. Несмотря на две операции, полную функциональность левой руки восстановить не удалось. Людмила жила и училась в Цурюпинском детском доме-интернате с четырёх лет, после окончания 9 класса поступила в Харьковский учётно-экономический техникум имени Ф. Г. Ананченко по специальности «социальный работник».
Людмила занималась лёгкой атлетикой в группе спортсменов-инвалидов, начиная со второго курса участвовала в активной реабилитации в Национальном центре паралимпийской и дефлимпийской подготовки и реабилитации инвалидов в городе Евпатория. Была приглашена на тренировочный сбор и чемпионат Украины, где заняла 3-е место в лыжном спринте классическим стилем и попала в резерв паралимпийской сборной Украины. С декабря 2012 года постоянный член паралимпийской сборной по лыжным гонкам.
Обучается в Харьковской государственной академии физической культуры по специальности «Спорт, лыжные гонки».

## Спортивная карьера
Дебютировала в 2012 году на соревнованиях в Вуокатти. Дважды занимала 4-е место в сезоне 2013/2014 Кубка мира по биатлону на дистанциях 10 и 6 км, дважды занимала 5-е место в лыжных гонках (5 км классика, 5 км вольный стиль). Вышла в финал чемпионата мира по биатлону 2013 в Шеллефтео на средней дистанции. Завоевала 3-е место в 2014 году по итогам Кубка мира.
В 2014 году участвовала в Паралимпиаде в Сочи: в биатлонных гонках на 6 км заняла 7-е место, на 10 км — 4-е место; в лыжных гонках на 15 км классическим стилем заняла 9-е место. На Паралимпиаде в Пхёнчхане Людмила завоевала сразу четыре медали: в биатлоне дважды стала бронзовым призёром на дистанциях 6 и 10 км среди стоячих спортсменов, а в лыжных гонках выиграла смешанную эстафету 2,5x4 км, также завоевав бронзовую медаль в гонке на 15 км вольным стилем.

## Награды
- Орден княгини Ольги III степени (2018)[6]